# Kostelík (jeskyně)
Jeskyně Kostelík se nachází na katastru obce Habrůvka ve střední části CHKO Moravský kras v údolí Křtinského potoka, jehož vodami byla vytvořena. Kostelík je jednou z mnoha jeskyní na území národní přírodní rezervace Býčí skála, bohatém na četné krasové jevy.

## Historie

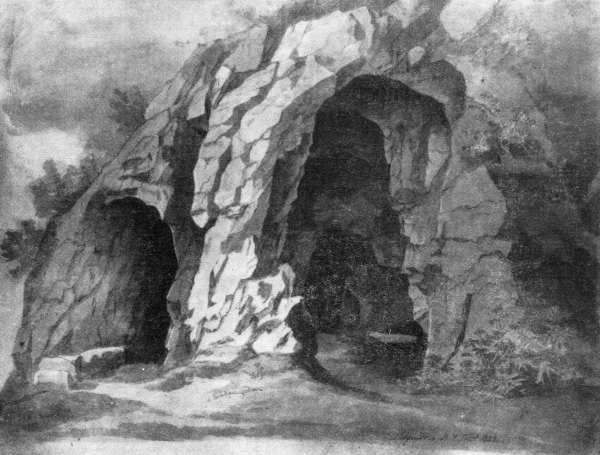
Kostelík na obrázku z roku 1822

Lidé jeskyni využívali už od pravěku, své jméno získala podle tvaru jejich chodeb. Na přelomu 18. a 19. století byla jeskyně uměle upravena v rámci vytváření Vranovsko-křtinského areálu. K jeskyni byly vytvořeny cesty ze dna Křtinského údolí, tak aby přímo do jeskyně mohl najet i povoz. Uvnitř jeskyně byly vytvořeny kamenné lavice.
Jeskynní chodby, vysoké až 8 m, se spojují v obrovské prostoře podobné kapli s velmi vysokým stropem, v němž je umístěno okno, kterým do prostory shora vniká denní světlo.

## Dostupnost
Jeskyně Kostelík a stejnojmenný skalní masív se nachází jen asi 50 metrů od silnice z Adamova do Křtin. Jeskyní prochází modře značená turistická cesta, která vede z Adamova Josefovským (Křtinským) údolím k Františčině huti a poté přes jeskyně Jáchymku a Býčí skálu ke Kostelíku a pak dále kolem Otevřené skály do Habrůvky a do Křtin.

## Okolí jeskyně
V bezprostředním okolí jeskyně se nachází několik dalších zajímavých jeskyní, většinou volně přístupných:
- Býčí skála – druhá nejdelší jeskyně Moravského krasu, proslulá významnými archeologickými nálezy
- Jáchymka – průchozí jeskyně s významnými archeologickými nálezy
- Výpustek – v jeskyni se nacházel protiatomový kryt
- Chrám Jména Panny Marie ve Křtinách postavený významným stavitelem J. B. Santini-Aichelem
- významná technická památka Stará huť u Adamova, zachovalý areál původní železářské výroby

## Jeskyně Kostelík v kultuře
V jeskyni Kostelík byla natáčena pohádka Sedmero krkavců.